# デイジーホイールプリンター

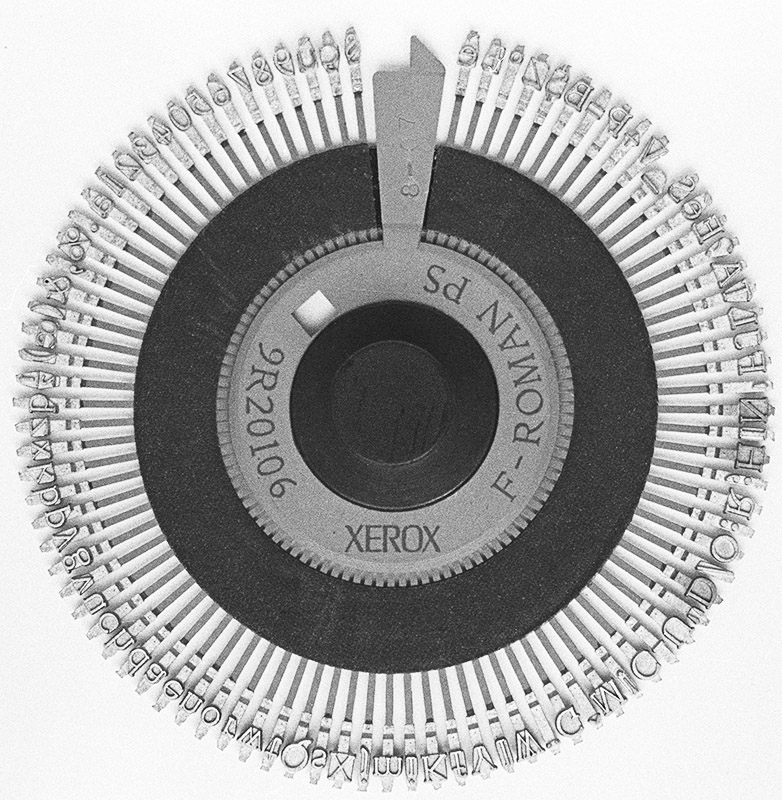
ゼロックス社ディアブロ・プリンタ用の金属製デイジーホイール

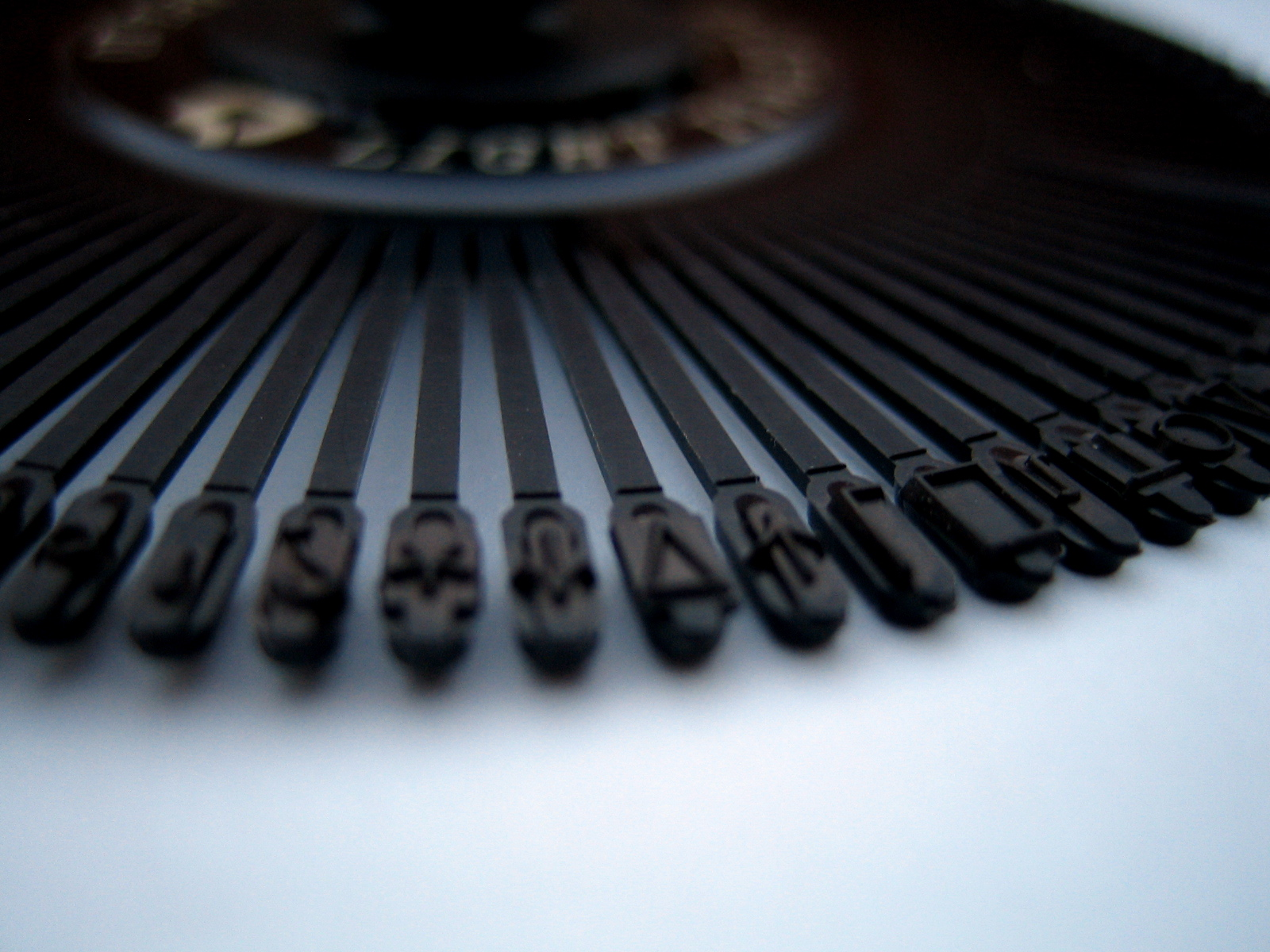
Qumeプリンタ用のプラスチック製デイジーホイール

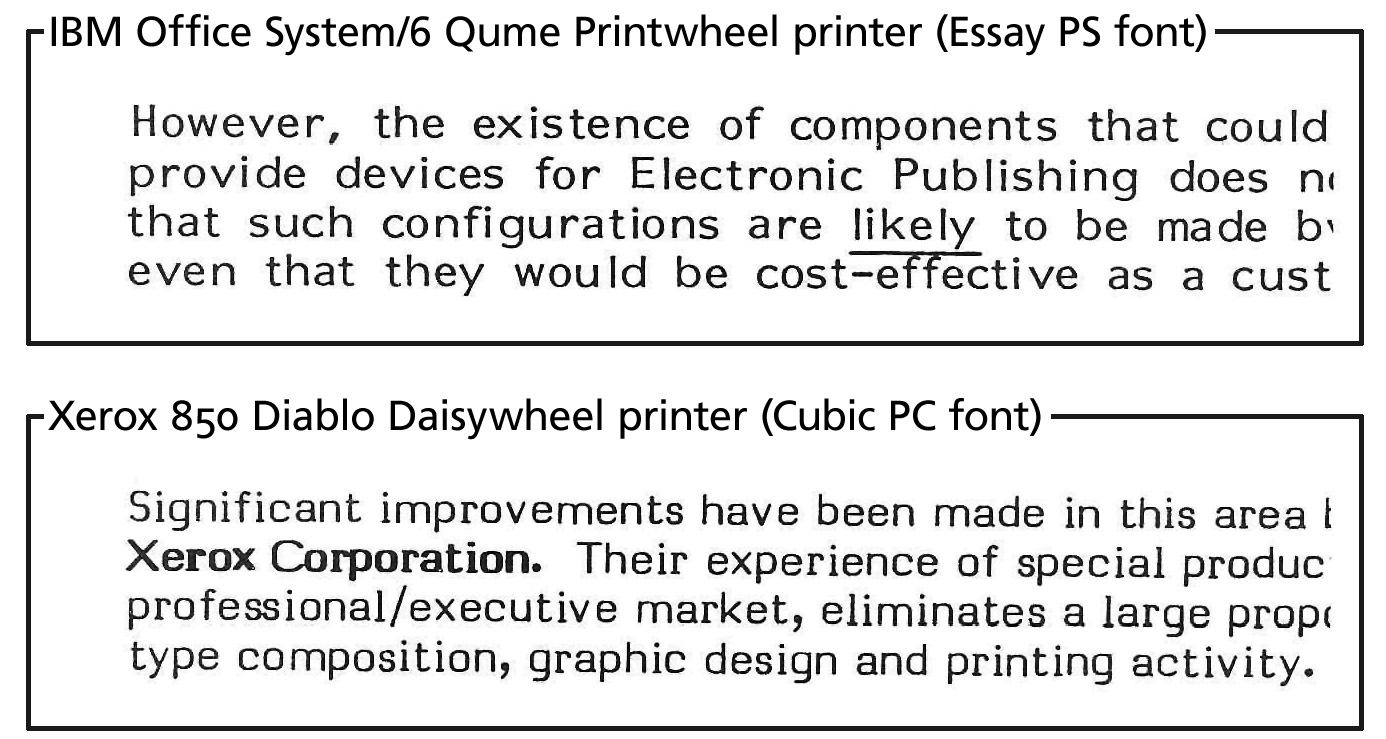
デイジーホイール・プリンタの出力見本。 実際の印刷物はこれらの画像よりもはるかに鮮明。

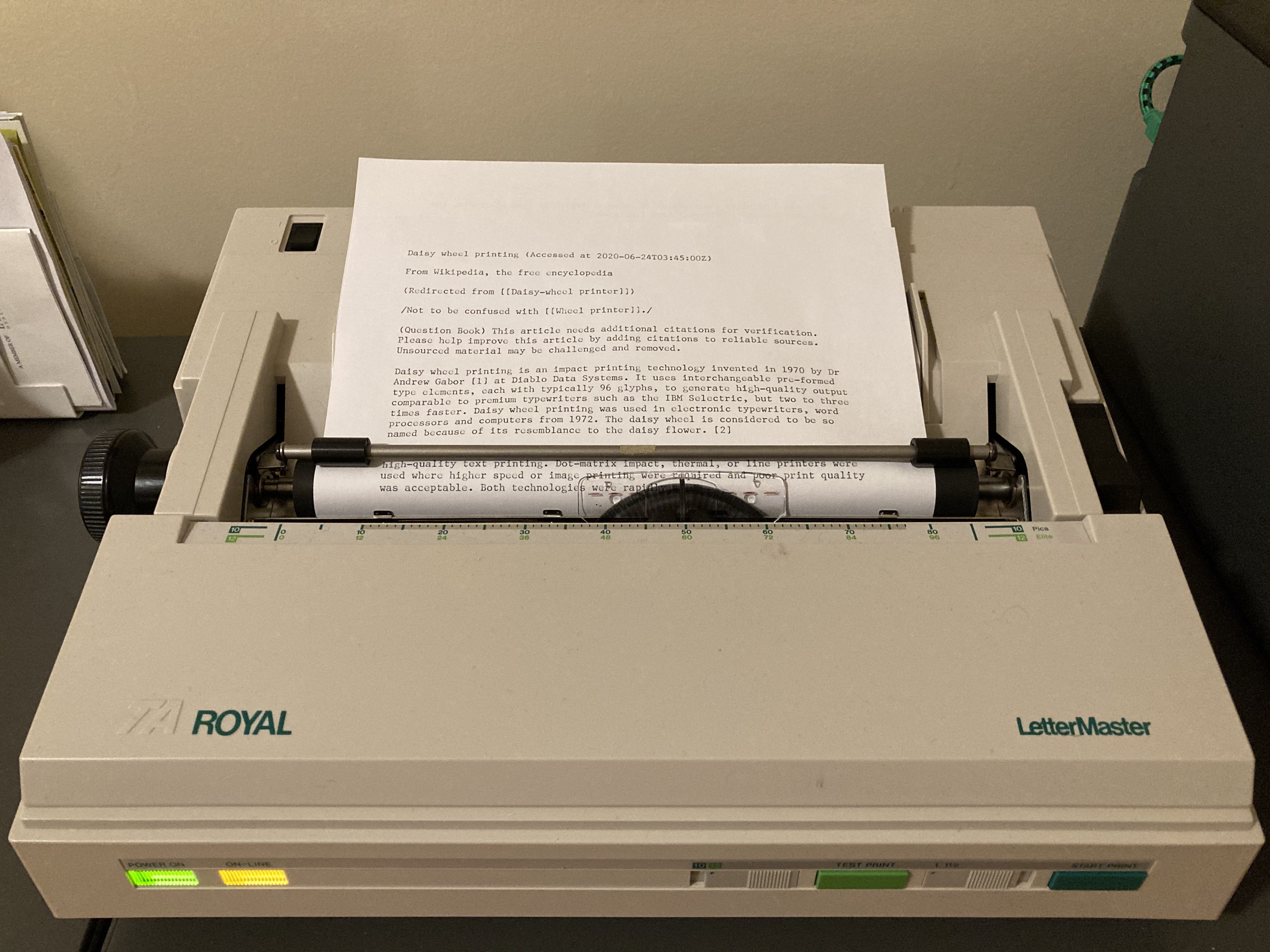
Royal LetterMaster、1980年代の低価格のデイジーホイール・プリンタ

デイジー・ホイール・プリンター (Daisy wheel printer) は、1970年にディアブロ・データ・システムズ社のアンドリュー・ガボール博士(Dr Andrew Gabor)によって発明された「デイジー・ホイール印刷(Daisy wheel printing)」というインパクト印刷技術を用いた印刷機である。 この技術は、交換可能な事前に形成された印字部を使用しており、それぞれの文字は通常96グリフで、IBMセレクトリックのような高級タイプライタに匹敵する高品質な出力を生成すると共に、2～3倍の速さで出力される。 デイジーホイール印刷は、1972年から電子タイプライター、ワードプロセッサ、コンピュータで使用されていった。 デイジーホイールは、ヒナギクの花に似ていることから、その名がついたと考えられている。
1980年までに、デイジーホイール・プリンタは高品質のテキスト印刷の主流技術となっていた。 ドットマトリクス・インパクトプリンタ、サーマルプリンター、ラインプリンタは、高速印刷や画像印刷が必要な場合に使用され印刷品質の低さは許容されていた。 点形成のドットマトリクス・プリンタ、特に面形成のレーザープリンタが、限られた文字セットに制限されず、任意の文字やグラフィックを印刷することができると共に、同等の品質の出力を生成することができるようになったときに、これらの技術は急速に汎用的な印刷目的に対応するため、置き換えられいった。 デイジーホイール技術の現在は、一部の電子タイプライターにのみ搭載されている。

## 歴史
1889年、アーサー・アーヴィング・ジェイコブス (Arthur Irving Jacobs) は、ビクターのインデックスタイプライターで使用されていたデイジーホイールの設計特許を取得した（米国特許409,289）。
テレタイプ社の A. H. Reiber は、1939年にデイジーホイール・プリンタの 米国特許2,146,380 を取得した。
1970年、エンジニアのアンドリュー・ガボール博士が率いるディアブロ・システムズ社のチームは、IBMセレクトリックの13.4cps（1秒あたりの文字数）に対し、30cps（1秒あたりの文字数）という、IBMセレクトリックよりも高速で柔軟性の高いデイジーホイール・プリンタを開発し、初の商業的成功を収めた。 アンドリュー・ガボール博士は、この発明について 米国特許第3,954,163号 と 米国特許第3,663,880号 の2つの特許を取得した。
ゼロックスは同年、ディアブロを買収した。 ゼロックスのオフィスプロダクト部門 (Office Product Division=OPD) は、すでにRedactronテキストエディタ用にDiabloプリンタを購入していた。 ディアブロを収益性の高いものにするために7年の歳月を費やした後、OPDは主にディジタル・イクイップメント・コーポレーション(DEC)などの企業によって購入されたディアブロ630(Diablo 630)の開発と販売に注力した。ディアブロ630は、IBMセレクトリックやセレクトリックベースのプリンタと同等の文字品質の出力が可能でありながら、低コストで2倍の速度で出力することができる。 さらに、ASCII印刷の全文字セットをサポートしていることも利点であった。 また、サーボ制御のキャリッジは、カーニングと呼ばれる文字の幅に応じて横方向のスペースが異なるプロポーショナル・スペーシング・フォントの使用を可能にした。
ディアブロ630は非常に成功したので、その後のすべてのデイジーホイール・プリンタや、多くのドットマトリクス・プリンタ、そして初代アップル社のレーザライター(Laserwriter)も、そのコマンドセットをコピーまたはエミュレートした。ディアブロとQumeのデイジーホイール・プリンタは、1980年までにはコンピュータやOAアプリケーションのハイエンドの出力技術の主流となっていたが、既にインパクトプリンタ方式でない高速な印刷技術が市場に参入していた (例: IBM 6640インクジェット、ゼロックス2700、IBM 6670レーザーなど）。 1981年以降、IBM PCが254個の印刷可能なグリフ（描画フォーム専用の40個の図形を含む）を備えた「コードページ437」を導入し、Macintosh 、 GEM 、 WindowsなどのXerox Starに影響を受けた環境が開発されたことで、ビットマップのアプローチがより望ましいものとなり、レーザー印刷のコスト削減とドットマトリックス・プリンタに用いられるインパクト素子の高解像度化印刷が促進された。
その後、ゼロックスはディアブロのデイジーホイール技術を応用したタイプライターを開発し、50ドル以下で販売した。ダラス近郊に自動化された工場が建設され、30分もかからずにゼロックスのタイプライターが組み立てられるようになった。 ゼロックスのタイプライターは好評を博したが、PCとワープロソフトの出現により、予測された販売数を達成することはなかった。 その後、パソコンとの互換性を持たせるための改良が加えられたが、低コスト化するためのエンジニアリングにより、その自由度は低下していった。1980年代半ばには、手頃な価格のレーザーやインクジェット機の普及により、デイジーホイールの技術は急速に時代遅れになり、デイジーホイール機は、わずかに残っていたタイプライターの市場を除いて、すぐに姿を消した。

## 設計

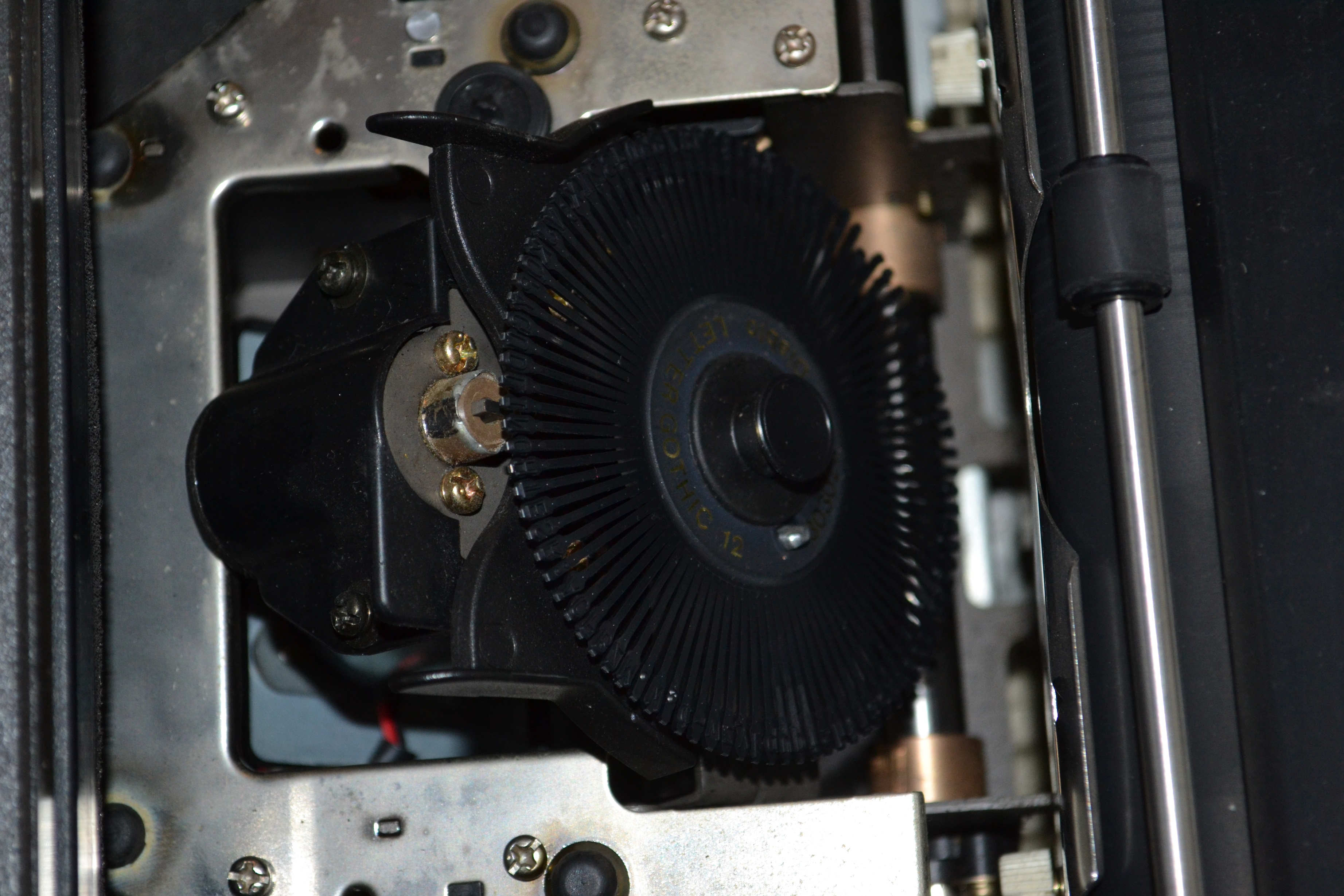
ゼロックス ディアブロ D-25プリンタのプリントヘッドとデイジーホイール。

システムの心臓部は、交換可能な金属製またはプラスチック製の「デイジーホイール」で、それぞれの「花びら」に成形された盛り上がった文字として、文字セット全体を保持する。 使用中は、サーボモーターがデイジーホイールを回転させ、ハンマーとリボンの間に必要な文字を配置する。 その後、ソレノイドで作動するハンマーが作動し、文字の種類をリボンと紙に駆動させて、紙に文字を印刷する。 デイジーホイールとハンマーは、ドットマトリクス・プリンタで使用されるものと同様に、スライドキャリッジに取り付けられている。
デイジーホイールを交換することで、異なる書体とサイズを使用することができた。 文書内で複数のフォントを使用することが可能で、フォントの変更は、キャリッジをプラテンの中央に配置し、印刷を継続する前にホイールを変更するようにユーザーに促すことができるプリンタデバイスドライバによって容易になった。 しかしながら、頻繁にフォントを変更して文書を印刷するためには、印刷中に都度ホイールを変更する必要があり、面倒な作業であった。
多くのデイジーホイール機には太字機能があり、指定された文字を2回または3回打刻することで実現した。 サーボベースのプリンタでは、キャリッジをわずかに前進させて文字を広く（したがって黒く）するが、安価な機械では、行の先頭に戻り、太字以外のテキストをすべて空白と見なして、太字の各文字を再打刻するために、行送りを行わずにキャリッジリターンを実行した。 キャリッジリターン後にまったく同じ場所に再配置しようとする際の固有の不正確さは、より高価なサーボベースのプリンタと同じ効果をもたらすが、プリンタの経年劣化に伴い、太字の文字が太くなるというユニークな副作用が生じた。
他のインパクトプリンタと同様に、デイジーホイール・プリンタも騒音が大きい。

### 双方向印刷
ほとんどのデイジーホイール・プリンタは、1行を印刷した後、内蔵メモリを使用して、次の行を右から左へと逆方向に印刷することができる。 これにより、プリントヘッドを始点に戻すために必要な時間を節約することができた。 これは「ロジックシーク」と呼ばれることもあり、一部のドットマトリクス・プリンタにも搭載されていた。

### グラフィックス
デイジーホイールの原理は基本的にビットマップ・グラフィックスの印刷には不適切だが、それを可能にする試みはあった。 ほとんどのデイジーホイール・プリンタは、画像全体をドット(「ピリオド」文字で形成された)マトリクスで印刷するという、比較的粗くて非常に遅いグラフィックモードをサポートしていた。これには、水平方向と垂直方向の両方でピクセル単位の移動が可能な機構が必要で、ローエンドのプリンタにはそれができなかった。遅い速度と粗い解像度を考えると、これは大きな画像を印刷するためには実用的な技術ではないものの、小さなロゴをレターヘッドに印刷し、次に通常文字を印刷することは、印字部を変更する人の介入を無くし、1回の無人印刷で行うことができた。
デイジーホイール・プリンタは、ASCIIアートの形で簡略化されたグラフィックを作成することができる。
デイジーホイールの文字要素は、質量と製造コストを低く抑えるためにプラスチックでできているため、グラフィックのためにピリオド文字を使用すると、許容できないほど急速に摩耗するため、プラスチック製の文字には、この位置にインサート金具(埋め金)があり、はるかに長持ちした。また、グラフィック印刷を最適化するために、デイジーホイール上のグリフを、必要なすべてのビットマップの組み合わせを、(単一のドットごとにインパクトを必要とせずに) より迅速に印刷できるようなセットに変更することも検討された。 これは、プラテンローラーの細かい回転制御を必要とせずに、垂直方向のドットの組み合わせを1回のインパクトで印刷できるという利点がある。 しかし、専用のデイジーホイールが必要となるため、レターやレターヘッドの印刷には、手動でホイールを交換しながら2段階のプロセスを行う必要があった。この技術の開発は、24ピン・ドットマトリックス・プリンタの普及よりも遅れており、オフィスでの手頃なレーザープリンタの登場と重なり、人気のあるアプローチではなかった。
ブラザー工業は、既存のデイジーホイール・プリントヘッドにドットマトリックス・プリントヘッドを追加することで、デイジーホイール・プリンタに不足していたグラフィック機能の限界を克服しようとしたTwinriter 5(1985年)と6(1987年)プリンタを製造した。 前者は文字品質の印刷に、後者は下書きやデイジーホイールの文字セットにはなかった記号の印刷に使用されていた。

## 類似技術
シンブル・プリンタは、デイジーホイール・プリンタと密接な関係があるが、平板なホイールの代わりに、花びらを曲げてカップ状にした「シンブル」と呼ばれる(指ぬき様の)印字機構を採用している。 1977年にNECから発売されたSpinwriterシリーズの交換可能なシンブルは128文字を保持していた。